# Liste in Hawaii vorhandener Dampflokomotiven
Dies ist eine Liste erhaltener Dampflokomotiven auf dem Gebiet des US-Bundesstaates  Hawaii im Pazifischen Ozean.

## Schmalspurlokomotiven 1435 (56.5") mm
| Bild | Nummer oder Name      | Bauart / Achsfolge | Hersteller                 | Fabrik-nr. | Baujahr | Historie | Eigentümer / Betreiber / Strecke | Standort | Bemerkungen |
| ---- | --------------------- | ------------------ | -------------------------- | ---------- | ------- | -------- | -------------------------------- | -------- | ----------- |
|      | Hilo Railroad No. 87  | 1'C                | Baldwin Locomotive Works   | 37123      | 1911    |          | NA                               | Ocean    | [ 1 ]       |
|      | Hilo Railroad No. 21  | 1'C                | Baldwin Locomotive Works   | 54465      | 1921    |          | NA                               | Ocean    | [ 2 ]       |
|      | Hilo Railroad No. 16  | 1'C                | Baldwin Locomotive Works   | 42863      | 1916    |          | NA                               | Ocean    | [ 3 ]       |
|      | U.S. Navy No. Unknown | B n2t              | Davenport Locomotive Works |            | 1915    |          | NA                               | Ocean    | [ 4 ]       |

## Schmalspurlokomotiven 914 mm (36")
| Bild | Nummer oder Name                             | Bauart / Achsfolge | Hersteller               | Fabrik-nr. | Baujahr | Historie | Eigentümer / Betreiber / Strecke | Standort                                                 | Bemerkungen |
| ---- | -------------------------------------------- | ------------------ | ------------------------ | ---------- | ------- | -------- | -------------------------------- | -------------------------------------------------------- | ----------- |
|      | Waialua Agricultural Company No. 6           | C1t                | Waialua Ag Shops         |            | 1919    |          |                                  | Hawaiian Railway Society                                 | [ 5 ]       |
|      | Oahu Railway and Land Company No. 12         | C                  | Alco (Manchester)        | 51165      | 1912    |          |                                  | Hawaiian Railway Society                                 | [ 6 ]       |
|      | Ewa Plantation Company "Ewa" No. 1           | B1t                | Baldwin Locomotive Works | 10755      | 1890    |          |                                  | Hawaiian Railway Society                                 | [ 7 ]       |
|      | Oahu Railway and Land Company "Kauila" No. 6 | B1t                | Baldwin Locomotive Works | 10028      | 1889    |          |                                  | Hawaiian Railway Society                                 | [ 8 ]       |
|      | Oahu Railway & Land Co. No. 85               | 2’C                | Alco                     | 251        | 1910    |          |                                  | Hawaiian Railway Society                                 | [ 9 ]       |
|      | Hawaiian Railway Company No. 4               | 1’B1’              | Baldwin Locomotive Works | 38854      | 1912    |          |                                  | Ravine                                                   | [ 10 ]      |
|      | Carbon Limestone Co. No. 1 Anaka             | 1’B (1B)           | H.K. Porter              | 7390       | 1943    |          |                                  | Lahaina, Kaanapali & Pacific - Sugar Cane Train          | [ 11 ]      |
|      | Carbon Limestone Co. No. 3 Myrtle            | 1’B (1B)           | H.K. Porter              | 7397       | 1943    |          |                                  | Lahaina, Kaanapali & Pacific - Sugar Cane Train          | [ 12 ]      |
|      | Oahu Sugar No. 5                             | C1t                | Baldwin Locomotive Works | 54719      | 1921    |          |                                  | Lahaina, Kaanapali & Pacific - Sugar Cane Train          | [ 13 ]      |
|      | Kahului Railroad No. 1                       | B1t                | Baldwin Locomotive Works | 6102       | 1882    |          |                                  | Alexander & Baldwin Sugar Museum                         | [ 14 ]      |
|      | Oahu Sugar Co. No. 7                         | C1t                | Baldwin Locomotive Works | 19741      | 1901    |          |                                  | Hawaii Plantation Village - Waipahu Cultural Garden Park | [ 15 ]      |

## Schmalspurlokomotiven 762 mm (30")
| Bild | Nummer oder Name                        | Bauart / Achsfolge | Hersteller               | Fabrik-nr. | Baujahr | Historie | Eigentümer / Betreiber / Strecke | Standort                                      | Bemerkungen |
| ---- | --------------------------------------- | ------------------ | ------------------------ | ---------- | ------- | -------- | -------------------------------- | --------------------------------------------- | ----------- |
|      | Pioneer Mill Company "Lahaina" No. 1    | B1' n2t            | Baldwin Locomotive Works | 6397       | 1882    |          |                                  | Pioneer Mill - Lahaina Restoration Foundation | [ 16 ]      |
|      | Pioneer Mill Company "Launiopoko" No. 3 | B1' n2t            | Baldwin Locomotive Works | 16390      | 1898    |          |                                  | Pioneer Mill - Lahaina Restoration Foundation | [ 17 ]      |
|      | Kauai Railway Co. No. 5 'Wahiawa'       | B n2t              | Baldwin Locomotive Works | 54719      | 1921    |          |                                  | Grove Farms                                   | [ 18 ]      |
|      | Hawaiian Sugar Co. No. 6 'Kaipu'        | B n2t              | Baldwin Locomotive Works | 58557      | 1925    |          |                                  | Grove Farms                                   | [ 19 ]      |
|      | Koloa Plantation Co. No. 'Paulo'        | 1'B                | Hohenzollern             | 426        | 1887    |          |                                  | Grove Farms                                   | [ 20 ]      |
|      | McBryde Sugar Co. No. 6 'Wainiha'       | B n2t              | Baldwin Locomotive Works | 42401      | 1915    |          |                                  | Grove Farms                                   | [ 21 ]      |

## Schmalspurlokomotiven 610 mm (24")
| Bild | Nummer oder Name                    | Bauart / Achsfolge | Hersteller               | Fabrik-nr. | Baujahr | Historie | Eigentümer / Betreiber / Strecke | Standort            | Bemerkungen |
| ---- | ----------------------------------- | ------------------ | ------------------------ | ---------- | ------- | -------- | -------------------------------- | ------------------- | ----------- |
|      | Hawaiian Commercial Sugar Co. No. 1 | B1' n2t            | Baldwin Locomotive Works | 6586       | 1883    |          |                                  | Kahalepaloa Landing | [ 22 ]      |
|      | Puako                               | B n2t              | H.K. Porter              |            |         |          |                                  | Central Oahu        | [ 23 ]      |